# サリナス川 (グアテマラ)
サリナス川（サリナスがわ、Río Salinas）は、主にグアテマラ共和国を流れる河川である。ウェウェテナンゴ県とエル・キチェ県にある水源からチクソイ水力発電所までをネグロ川（Río Negro）と呼び、このダム湖でサラマ川（Río Salama）とカルチェラ川（Río Carchela）がネグロ川に合流する。チクソイ水力発電所からはアルタ・ベラパス県とエル・キチェ県の県境に沿って北へ流れ、メキシコとの国境に到達するまでをチクソイ川（Río Chixoy）と呼ぶ。そこからパシオン川との合流点までの113キロメートルの区間をサリナス川（Río Salinas）と呼ぶ。サリナス川とパシオン川が合流してウスマシンタ川を形成し、最終的にメキシコ湾へと流れ込む。
グアテマラ電力庁（Instituto Nacional de Electrificación, INDE）は、チクソイ川の新たな水力発電所としてエル・キチェ県イシュカン市にシャララ水力発電所の建設を計画している。

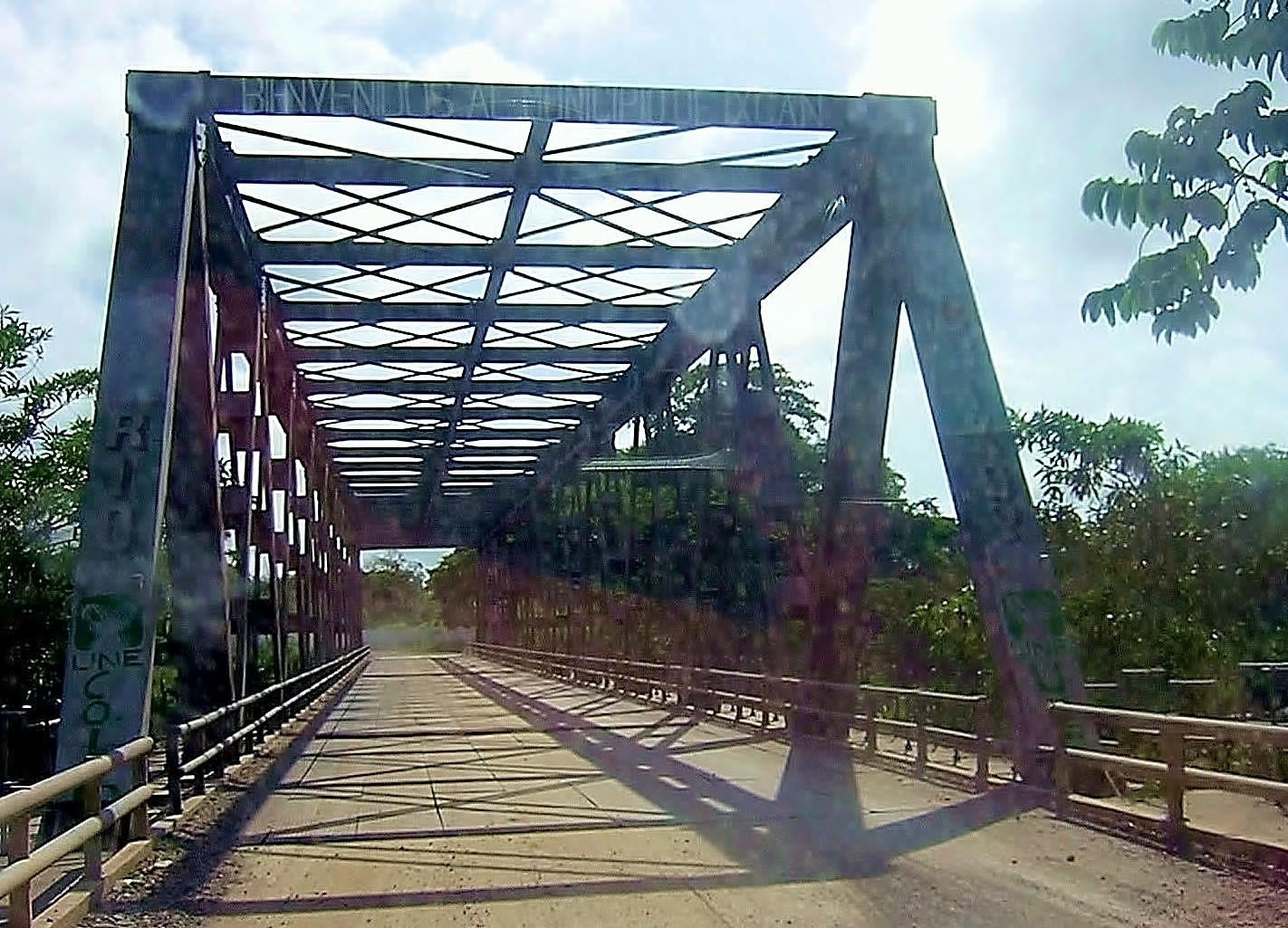
サリナス川上流のチクソイ川にかかる橋